# 普馬瓦因山 (博洛涅西省)
10°03′37″S 76°51′11″W / 10.06028°S 76.85306°W
普馬瓦因山（Puma Wayin），是秘魯的山峰，位於該國北部安卡什大區，由博洛涅西省的瓦良卡區負責管轄，屬於布蘭卡山脈的一部分，海拔高度4,400米。